# 高木貞敬
高木 貞敬（たかぎ さだゆき、1919年（大正8年）3月19日 - 1997年（平成9年）10月11日）は、日本の神経生理学者。

## 人物
京都府京都市生まれ。1944年東京帝国大学医学部卒。1952年「後索後根標品に見られる遲電位」で東大医学博士。東大医学部講師、1954年群馬大学医学部生理学科教授。1954年から1957年までイリノイ大学、1964年から1965年までミシガン大学に留学した。1983年定年退官、名誉教授。1997年、膵臓癌のため死去。

## 著書
- 『嗅覚の話』岩波新書、1974
- 『記憶のメカニズム』岩波新書、1976
- 『子育ての大脳生理学』朝日新聞社、1980、のち選書
- Human olfaction　東京大学出版会、1989
- 『脳を育てる』岩波新書、1996

### 共編著
- 『情報科学講座 生体情報 8 中枢神経制御 3 中枢神経系制御 3 食欲中枢・味覚・嗅覚における情報処理』大村裕、佐藤昌康共著、共立出版、1971
- 『匂いの科学』渋谷達明共編、朝倉書店、1989

### 翻訳
- ラスムッセン『主要神経路』医学書院、1961
- ロバート・バートン『ニオイの世界 動物のコミュニケーション』群馬大学医学部嗅覚研究グループ共訳、紀伊國屋書店、1978

## 受賞・叙勲歴
- 1976年 - 毎日出版文化賞 『記憶のメカニズム』
- 1983年 - 内藤記念科学振興賞
- 1983年 - 紫綬褒章受章
- 1989年 - 勲二等瑞宝章受章[1]。

## 参考
- 「高木貞敬先生を偲んで」小野田法彦 日本味と匂学会誌、1998-04